# Адам Шипер
Адам Шипер (пол. Adam Szyper; 6 грудня 1939, Лодзь, Польська Республіка — 30 вересня 2015, Принстон (Нью-Джерсі), США) — польський та американський поет і перекладач єврейського походження, есперантист.

## Біографія
Народився у 1939 році у Лодзі. З 1940 по 1944 рік разом зі своїми батьками перебував в Лодзинському гетто, пізніше ще в п'ятьох німецьких концентраційних таборах, в тому числі в Аушвіці. Після закінчення Другої світової війни повернувся в Лодзь.
У 1957 році емігрував до Ізраїлю, а в 1962 році переїхав до США і оселився в Нью-Йорку. До кінця життя проживав неподалік від Принстона, штат Нью-Джерсі, де й помер у 2015 році у віці 75 років.

## Творчість
Писав поетичні твори польською та англійською мовами. Займався перекладами на польську мову з івриту, російської мови та есперанто. Його вірші були опубліковані у низці збірок і в літературних журналах.
Як поет і перекладач, Адам Шипер ініціював багато заходів задля поширення польської поезії в Сполучених Штатах і американської поезії в Польщі. Для його віршів характерні використання публіцистичної фразеології, виразність, вдумливість, вони легко запам'ятовуються після прочитання.

## Вибрані твори
- 1991: Z poddasza snów
- 1992: Nowy Jork — strach w raju
- 1992: Chcę tylko być. Mi volas nur esti (Pisa / Pizo) ISBN 98-7036-055-5 Помилка параметра в {{ISBN}}: контрольна сума (переклад з есперанто)
- 1993: Diabeł Żyd
- 1996: Wiersze wybrane
- 1998: Wygnanie
- 2001: Życie pod prąd